# Carlos Márquez Delima
Carlos Eduardo Márquez Delima (Caracas, 29 de diciembre de 1961) es un sacerdote y obispo católico venezolano. Es el Obispo Auxiliar de Caracas.

## Biografía

### Primeros años y formación
Carlos Eduardo nació el 29 de diciembre de 1961, en Caracas, capital de Venezuela.
Estudió y graduó en Acuicultura y Pesca en Malaspina College en Columbia Británica (Canadá) antes de ingresar al sacerdocio.
Desde 1998 a 2003, realizó los cursos de formación en Filosofía y Teología, en el ITEPAL (Bogotá, Colombia), donde obtuvo los diplomas en Teología dogmática, Pastoral Catequética y Pastoral general, así como la Licenciatura en educación religiosa, en la Universidad Católica Santa Rosa. 
Fue el Encargado de la formación pastoral en el Seminario Mayor de Caracas, así como profesor de inglés (1998 – 2000).

### Sacerdocio
Fue ordenado como diácono permanente el 6 de agosto de 1998.
Su ordenación sacerdotal fue el 25 de julio de 2003.
A lo largo de su ministerio ha desempeñado los siguientes cargos Pastorales:
- Párroco de San Lucas, en El Llanito (2003 – 2004).
- Párroco de la parroquia María Madre del Redentor (2004 – 2006).
- Encargado de las vocaciones adultas en la arquidiócesis (2006 – 2017).
- Miembro del Consejo Presbiteral, desde 2006.
- Párroco de El Buen Pastor, en Bello Campo, desde 2006.
- Miembro del Colegio de Consultores (2016 – 2019).
- Vicario episcopal para el Diaconado permanente (2018).
- Vicario episcopal para la Catequesis y la formación de los laicos, desde 2018.
- Vicario general de la arquidiócesis de Caracas, desde 2020.

Es el director del Secretariado Arquidiocesano para la Catequesis, desde el 2000.
Es fundador y director de la Escuela Arquidiocesana para la formación de los diáconos permanentes.

## Episcopado

### Obispo Auxiliar de Caracas
El 23 de diciembre de 2021, el papa Francisco lo nombró Obispo Titular de Cefala y Obispo Auxiliar de Caracas.
Fue consagrado el 12 de marzo del año 2022, en el Parroquia San Juan Bosco, Altamira; a manos del Arzobispo de Mérida y Administrador Apostólico de Caracas, Baltazar Porras. Los acompañantes fueron el Arzobispo de Cumaná y presidente de la CEV, Jesús González de Zárate y el Obispo de La Guaira, Raúl Biord Castillo.